# Zweischlag

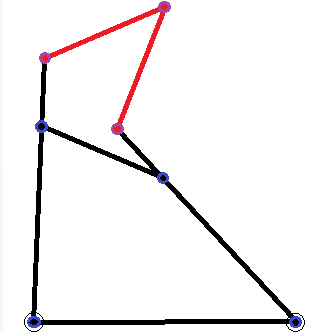
Viergliedriges Koppelgetriebe mit Zweischlag (kinematisches Schema);
die sechsgliedrige Drehgelenkkette ist die sogenannte Stephensonsche Kette

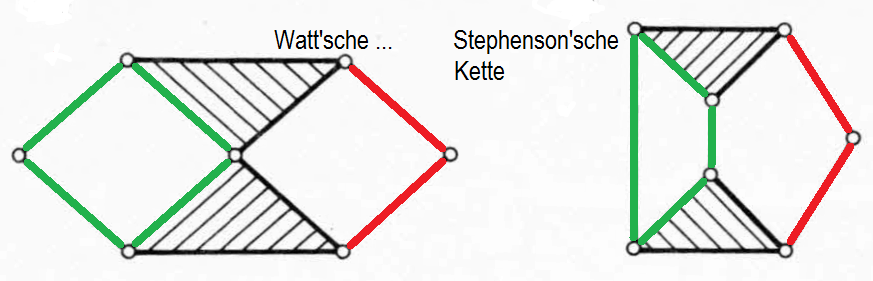
Die beiden möglichen sechsgliedrigen kinematischen Ketten
grün: viergliedrige Kette; rot: Zweischlag; schraffiert: Dreigelelenkglieder

Der Begriff Zweischlag wird einerseits in der Stabwerk-Statik, andererseits in der Getriebe-Technik gebraucht:
Beim Stabwerk bilden die beiden Glieder eines dreigliedrigen Feldes oder Fachs, dessen drittes Glied vom Baugrund, einem anderen meistens massiven Bauteil oder einem Gestell gebildet wird, den Zweischlag.
Aus der Erweiterung eines zwangläufigen Koppelgetriebes mit einem Zweischlag (zwei gelenkig verbundene Glieder) ergibt sich ein ebenfalls zwangläufiges, höhergliedriges Koppelgetriebe. Z.B. entsteht auf diese Weise aus der viergliedrigen Drehgelenkkette die sechsgliedrige (s. nebenstehende Abbildung). „Je nachdem, ob der Zweischlag an den gegenüberliegenden Gliedern der Viergelenkkette oder an den benachbarten Gliedern angeschlossen wird, entstehen die beiden 6gliedrigen Drehgelenkketten mit benachbarten Dreigelenkgliedern (Watt'sche Kette) und mit gegenüberliegenden Dreigelenkgliedern (Stephenson'sche Kette).“ Ob der Zweischlag außerhalb oder innerhalb der viergliedrigen Kette angeschlossen wird, ist unbedeutend. „Die Strukturen dieser sogenannten Wechselformen sind identisch.“